# Chambon-sur-Voueize
Pour les articles homonymes, voir Chambon et Voueize.
Chambon-sur-Voueize est une commune française située dans le département de la Creuse, en région Nouvelle-Aquitaine.
Elle est adhérente de l'association Les Plus Beaux Villages de France.

## Géographie

### Généralités
Au confluent de la Voueize et de la Tardes, dans le pays de Combraille vallonné et verdoyant, la commune de Chambon-sur-Voueize occupe un site agréable à proximité des gorges de la Voueize. Le territoire communal est également arrosé par la Méouze, un affluent de la Tardes.
Depuis 2025, la commune fait partie de l'association Les Plus Beaux Villages de France

### Communes limitrophes
Chambon-sur-Voueize est limitrophe de sept autres communes.
Les communes limitrophes sont Budelière, Évaux-les-Bains, Lépaud, Lussat, Sannat, Tardes et Viersat.
| Lépaud | Viersat             | Budelière       |
| Lussat | Chambon-sur-Voueize |                 |
| Tardes | Sannat              | Évaux-les-Bains |

### Transports en commun
- Réseau TransCreuse

### Climat
Pour des articles plus généraux, voir Climat de la Nouvelle-Aquitaine et Climat de la Creuse.
Historiquement, la commune est exposée à un climat montagnard.  
En 2020, Météo-France publie une typologie des climats de la France métropolitaine dans laquelle la commune est exposée à un climat de montagne et est dans la région climatique  Ouest et nord-ouest du Massif Central, caractérisée par une pluviométrie annuelle de 900 à 1 500 mm, maximale en automne et en hiver.
Pour la période 1971-2000, la température annuelle moyenne est de 10,4 °C, avec une amplitude thermique annuelle de 15,1 °C. Le cumul annuel moyen de précipitations est de 822 mm, avec 10,9 jours de précipitations en janvier et 7,2 jours en juillet. Pour la période 1991-2020, la température moyenne annuelle observée sur la station météorologique la plus proche, située sur la commune d'Auzances à 19 km à vol d'oiseau, est de 10,6 °C et le cumul annuel moyen de précipitations est de 898,1 mm,. Pour l'avenir, les paramètres climatiques de la commune estimés pour 2050 selon différents scénarios d'émission de gaz à effet de serre sont consultables sur un site dédié publié par Météo-France en novembre 2022.

### Milieux naturels et biodiversité

#### Espaces protégés
La protection réglementaire est le mode d'intervention le plus fort pour préserver des espaces naturels remarquables et leur biodiversité associée.
En 2025, sept aires protégées concernent le territoire communal.
Sur six hectares, la vallée de Courbanges est un site du sud-est de la commune géré par le Conservatoire d'espaces naturels Nouvelle-Aquitaine.
À l'est du bourg, le long de la route départementale (RD) 993, sur environ 600 mètres de long, un réseau ce fractures minéralisées datant du Carbonifère est répertorié à l'Inventaire national du patrimoine géologique,.

#### Zones naturelles d'intérêt écologique, faunistique et floristique
L'inventaire des zones naturelles d'intérêt écologique, faunistique et floristique (ZNIEFF) a pour objectif de réaliser une couverture des zones les plus intéressantes sur le plan écologique, essentiellement dans la perspective d’améliorer la connaissance du patrimoine naturel national et de fournir aux différents décideurs un outil d'aide à la prise en compte de l'environnement dans l'aménagement du territoire.
En 2025, cinq ZNIEFF sont recensées sur la commune d'après l'INPN.
La « vallée de la Voueize à l'amont de Chambon » est une ZNIEFF de type 2 qui concerne le nord-ouest du territoire communal près de deux kilomètres carrés, le long de la Voueize, depuis la limite avec Lussat jusqu'à l'amont immédiat du bourg.
Elle inclut entièrement une ZNIEFF de type 1, le site « prairies et mares de la Voueize à Lussat » situé essentiellement sur le territoire de Lussat, dans une moindre mesure sur celui de Chambon-sur-Voueize et de façon minimaliste sur Bord-Saint-Georges et Gouzon ; il concerne une partie de la vallée de la Voueize et des vallées de deux de ses petits affluents, la Verneigette et le ruisseau de la Viergne, ainsi que leurs rives. Elle concerne une zone d'environ un kilomètre carré et demi, dans le sud-ouest de la commune, entre la route départementale (RD) 915 et la Tardes.
La « vallée de la Tardes et du Cher » est une autre ZNIEFF de type 2 qui concerne une quarantaine d'hectares au sud de la RD 915, à l'est du bourg.
Deux autres ZNIEFF de type 1 concernent la commune :
- le « bois d'Évaux »[17] qui occupe l'extrême sud du territoire communal sur environ 83 hectares ;
- le site « étang de Reybereix et bois de Montbardon »[18], partagé avec la commune de Budelière, qui s'étend sur environ 22 hectares dans le nord-est du territoire communal, au niveau de l'étang de la Reyberie[Carte 4].

## Urbanisme

### Typologie
Au 1er janvier 2024, Chambon-sur-Voueize est catégorisée commune rurale à habitat dispersé, selon la nouvelle grille communale de densité à 7 niveaux définie par l'Insee en 2022.
Elle est située hors unité urbaine et hors attraction des villes,.

### Occupation des sols
L'occupation des sols de la commune, telle qu'elle ressort de la base de données européenne d’occupation biophysique des sols Corine Land Cover (CLC), est marquée par l'importance des territoires agricoles (75,7 % en 2018), en augmentation par rapport à 1990 (74,6 %). La répartition détaillée en 2018 est la suivante : 
prairies (51,1 %), zones agricoles hétérogènes (22,1 %), forêts (20,8 %), terres arables (2,6 %), zones urbanisées (2,2 %), espaces verts artificialisés, non agricoles (1,3 %). L'évolution de l’occupation des sols de la commune et de ses infrastructures peut être observée sur les différentes représentations cartographiques du territoire : la carte de Cassini (XVIIIe siècle), la carte d'état-major (1820-1866) et les cartes ou photos aériennes de l'IGN pour la période actuelle (1950 à aujourd'hui).

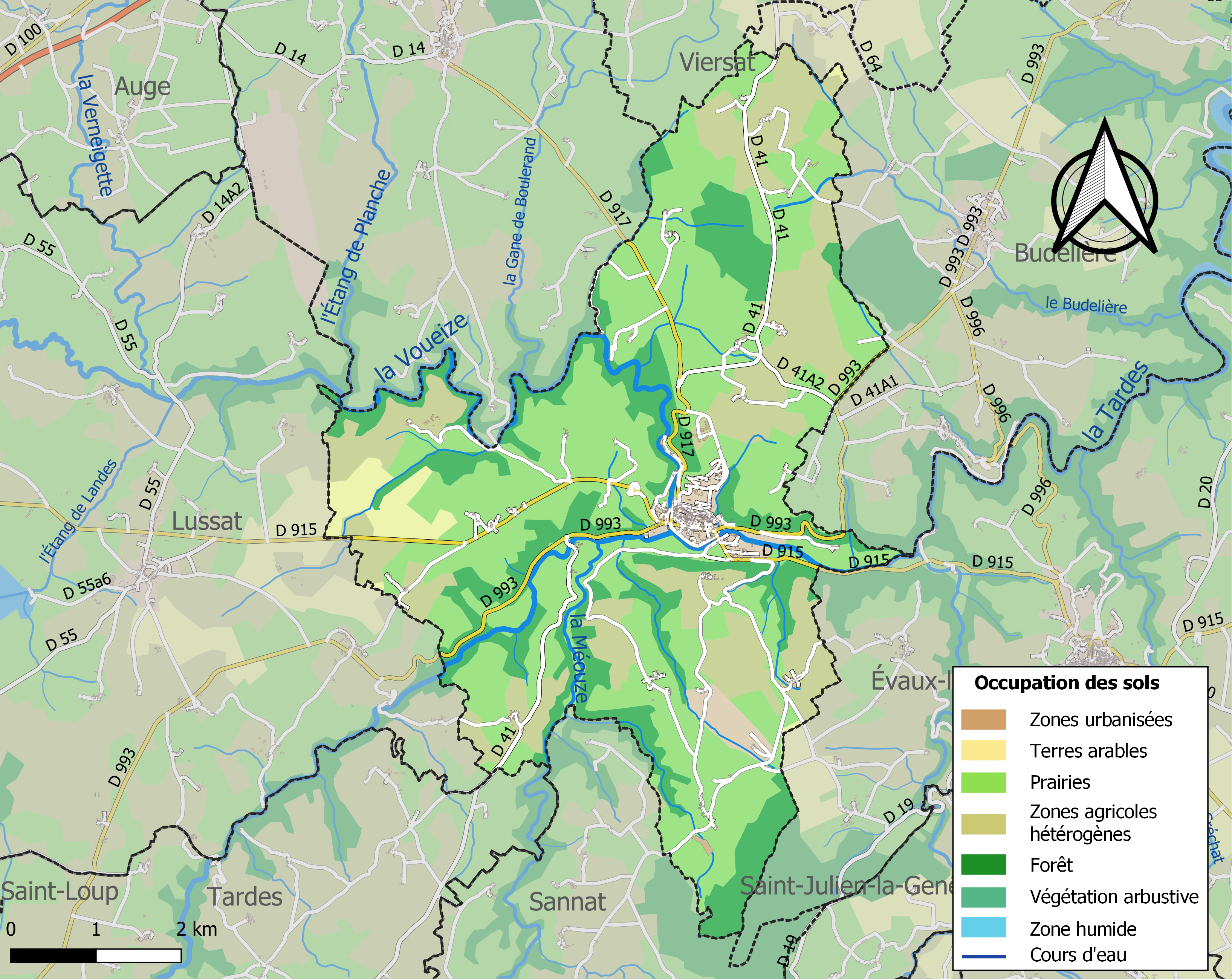
Carte des infrastructures et de l'occupation des sols de la commune en 2018 (CLC).

### Risques majeurs
Le territoire de la commune de Chambon-sur-Voueize est vulnérable à différents aléas naturels : météorologiques (tempête, orage, neige, grand froid, canicule ou sécheresse), inondations et séisme (sismicité faible). Il est également exposé à un risque particulier : le risque de radon. Un site publié par le BRGM permet d'évaluer simplement et rapidement les risques d'un bien localisé soit par son adresse soit par le numéro de sa parcelle.

#### Risques naturels
Certaines parties du territoire communal sont susceptibles d’être affectées par le risque d’inondation par débordement de cours d'eau, notamment la Tardes, la Voueize et la Méouze. La commune a été reconnue en état de catastrophe naturelle au titre des dommages causés par les inondations et coulées de boue survenues en 1982, 1993, 1999 et 2006,.

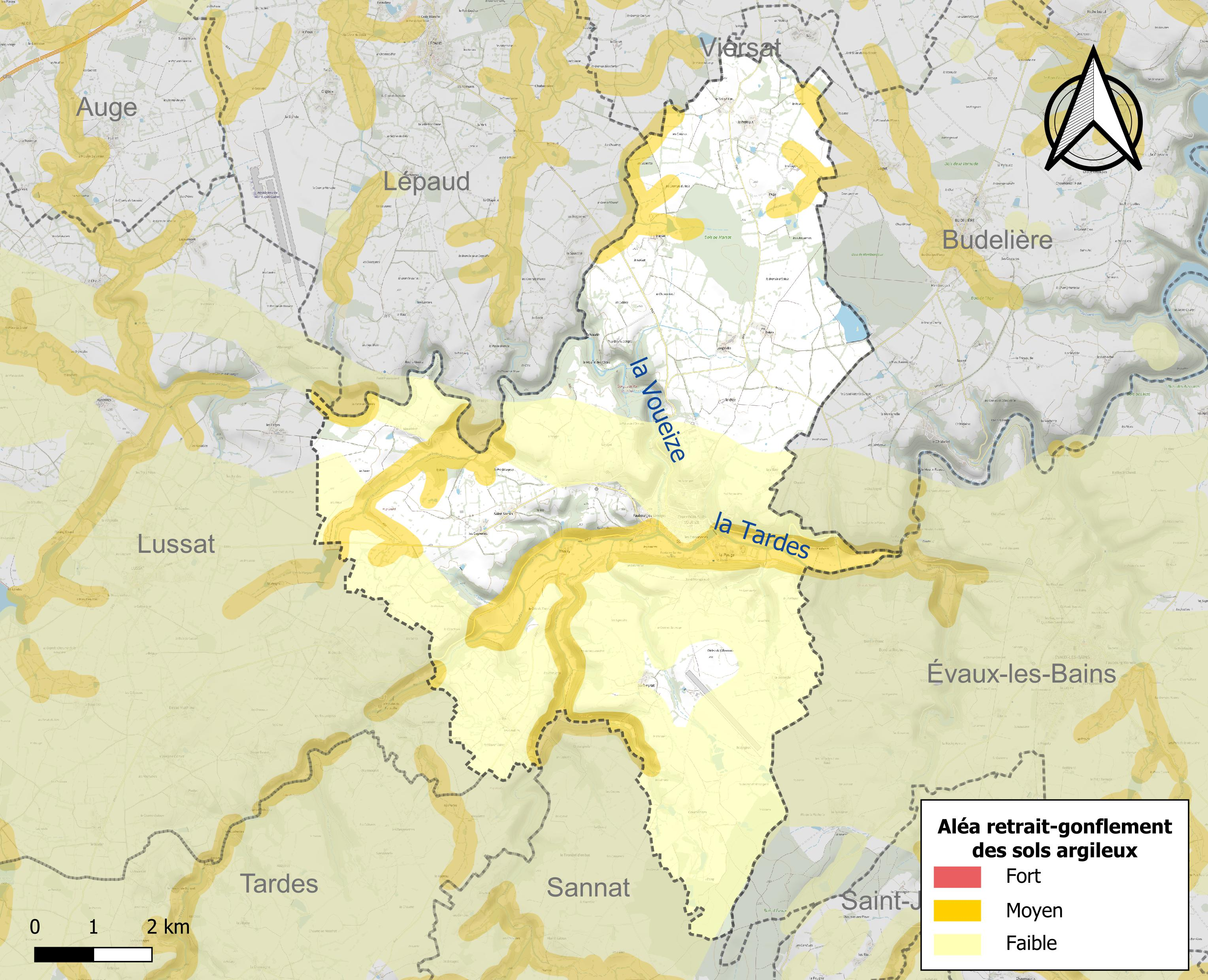
Carte des zones d'aléa retrait-gonflement des sols argileux de Chambon-sur-Voueize.

Le retrait-gonflement des sols argileux est susceptible d'engendrer des dommages importants aux bâtiments en cas d’alternance de périodes de sécheresse et de pluie. 17 % de la superficie communale est en aléa moyen ou fort (33,6 % au niveau départemental et 48,5 % au niveau national). Sur les 567 bâtiments dénombrés sur la commune en 2019, 52 sont en aléa moyen ou fort, soit 9 %, à comparer aux 25 % au niveau départemental et 54 % au niveau national. Une cartographie de l'exposition du territoire national au retrait gonflement des sols argileux est disponible sur le site du BRGM,.
Par ailleurs, afin de mieux appréhender le risque d’affaissement de terrain, l'inventaire national des cavités souterraines permet de localiser celles situées sur la commune.
Concernant les mouvements de terrains, la commune a été reconnue en état de catastrophe naturelle au titre des dommages causés par des mouvements de terrain en 1999.

#### Risque particulier
Dans plusieurs parties du territoire national, le radon, accumulé dans certains logements ou autres locaux, peut constituer une source significative d’exposition de la population aux rayonnements ionisants. Certaines communes du département sont concernées par le risque radon à un niveau plus ou moins élevé. Selon la classification de 2018, la commune de Chambon-sur-Voueize est classée en zone 3, à savoir zone à potentiel radon significatif.

## Toponymie
Une origine toponymique a été proposée par Louis Davillé en 1929 dans la Revue des Études Anciennes. Selon lui, Chambon vient du mot gaulois « cambo » qui peut se traduire par « courbe de rivière ». En s'appuyant sur la topographie, il observe que les lieux identifiés par ce vocable et ses dérivés se trouvent généralement à proximité d'une boucle de cours d'eau.
Ce mot d'origine celtique deviendra par la suite Chambon en français et Chambon de Vóusia en occitan marchois.
En 1891, la commune, alors nommée Chambon, devient Chambon-sur-Voueize.
Les habitants sont appelés les Chambonnais.

## Histoire
Capitale des Combrailles, du IXe au XIIe siècle, sous les princes de Chambon, avec le fort de la Motte, ancienne motte seigneuriale partiellement conservée au nord-est de l'église. La seconde moitié du XIIe siècle voit le rattachement de la principauté de Combraille à l'Auvergne par le mariage de Péronnelle de Chambon, fille d'Amiel III de Chambon, au comte Guy II d'Auvergne. Il y eut ensuite un  démembrement de cette entité : ainsi, Montaigut et la Combraille bourbonnaise furent pris en 1249 par le sire de Bourbon, dont un descendant, le duc Louis II (proche cousin des Bourbons comtes de la Marche), se fit remettre vers 1390 par Jean II d'Auvergne la Combraille restante — c'est-à-dire la Combraille creusoise qui jusque là avait continué de relever des comtes d'Auvergne.
Chambon reçut aussi une seigneurie particulière, transmise par Marie de Chambon (à la filiation imprécise ; issue d'une manière ou d'une autre des anciens princes de Chambon et de la Combraille ?) à son mari Guillaume II Rog(i)er de Beaufort, frère aîné du pape Clément VI, puis aux descendants issus de leur fils cadet Nicolas : les Roger de Beaufort vicomtes de Turenne. La vicomtesse Anne Roger, petite-fille de Nicolas, transmit en 1444 Chambon et Turenne à son mari et cousin Annet/Agnet IV de La Tour d'Olliergues (famille dite plus tard de La Tour d'Auvergne).
En contrebas, un prieuré fut fondé à la fin du IXe siècle par les moines de l'abbaye Saint-Martial de Limoges. L'endroit servit à garder les reliques de sainte Valérie.
En 857 les moines de l'abbaye Saint-Martial de Limoges fondent un monastère à Chambon-sur Voueize pour mettre à l'abri des incursions normandes les reliques de sainte Valérie, dont le monastère de Saint-Martial garde seulement la tête (17 mai). Vers 985, ils font construire une chapelle pour les recevoir. L'église est construite un peu plus tard2. Elle sera rattachée à l'ordre de Cluny, elle devient abbatiale au XIIIe siècle puis paroissiale après la Révolution française. Elle fut pillée et mutilée aux XVe et XVIe siècles avant d'être remaniée au milieu du XIXe siècle.
Chambon fut aussi une des cinq châtellenies de la Combraille creusoise, avec Evaux, Auzances, Sermur et Lépaud.
En 1834, la commune absorbe celles voisines de Chambon-Campagne et de Saint-Sornin ; cette dernière avait porté, durant la Révolution, le nom de Sur-Chambon.

## Politique et administration
| Période                                  | Période  | Identité       | Étiquette | Qualité            |
| ---------------------------------------- | -------- | -------------- | --------- | ------------------ |
|                                          | 2001     | Guy Arnault    |           |                    |
| mars 2001                                | 2008     | Joël Souchal   | UMP       | Conseiller général |
| mars 2008                                | En cours | Cécile Creuzon | DVD       |                    |
| Les données manquantes sont à compléter. |          |                |           |                    |

## Population et société

### Démographie
L'évolution du nombre d'habitants est connue à travers les recensements de la population effectués dans la commune depuis 1793. Pour les communes de moins de 10 000 habitants, une enquête de recensement portant sur toute la population est réalisée tous les cinq ans, les populations de référence des années intermédiaires étant quant à elles estimées par interpolation ou extrapolation. Pour la commune, le premier recensement exhaustif entrant dans le cadre du nouveau dispositif a été réalisé en 2008.

En 2022, la commune comptait 827 habitants, en évolution de −9,22 % par rapport à 2016 (Creuse : −3,32 %, France hors Mayotte : +2,11 %).
| 1793  | 1800  | 1806 | 1821  | 1831  | 1836  | 1841  | 1846  | 1851  |
| ----- | ----- | ---- | ----- | ----- | ----- | ----- | ----- | ----- |
| 1 106 | 1 483 | 994  | 1 046 | 1 136 | 2 121 | 2 125 | 2 182 | 2 303 |

| 1856  | 1861  | 1866  | 1872  | 1876  | 1881  | 1886  | 1891  | 1896  |
| ----- | ----- | ----- | ----- | ----- | ----- | ----- | ----- | ----- |
| 2 273 | 2 252 | 2 262 | 2 170 | 2 198 | 2 207 | 2 534 | 2 302 | 2 257 |

| 1901  | 1906  | 1911  | 1921  | 1926  | 1931  | 1936  | 1946  | 1954  |
| ----- | ----- | ----- | ----- | ----- | ----- | ----- | ----- | ----- |
| 2 222 | 2 378 | 2 332 | 1 616 | 1 602 | 1 625 | 1 611 | 1 444 | 1 350 |

| 1962  | 1968  | 1975  | 1982  | 1990  | 1999  | 2006  | 2008  | 2013 |
| ----- | ----- | ----- | ----- | ----- | ----- | ----- | ----- | ---- |
| 1 458 | 1 367 | 1 206 | 1 288 | 1 105 | 1 012 | 1 013 | 1 014 | 937  |

| 2018 | 2022 | - | - | - | - | - | - | - |
| ---- | ---- | - | - | - | - | - | - | - |
| 874  | 827  | - | - | - | - | - | - | - |

### Manifestations culturelles et festivités
En 2010, Chambon-sur-Voueize est devenu Bouchon, le temps du tournage du téléfilm de Luc Béraud, Bienvenue à Bouchon.
En 2014, Chambon-sur-Voueize est désigné pour représenter le Limousin dans l'émission de France 2 Le Village préféré des Français et termine à la troisième place, avec l'aide de la création d'une page Facebook par une de ses habitantes.

## Culture locale et patrimoine

### Lieux et monuments
Le Bourg et ses abords immédiats, ainsi que les gorges de la Voueize sont répertoriés dans les sites inscrits.
- L'ancien monastère fait l’objet d’une inscription au titre des monuments historiques depuis le 22 avril 1963[42].
- L'église abbatiale Sainte-Valérie fait l’objet d’un classement au titre des monuments historiques par la liste de 1840[43],[44]. C'est l'une des plus importantes et intéressantes églises de style roman du Limousin. Après la fondation par l'abbaye de Saint-Martial de Limoges d'un prieuré destiné à conserver les reliques de sainte Valérie, est entreprise la construction de l'église, à la fin du XIe siècle ou au début du XIIe. Pillée et mutilée aux XVe et XVIe siècles, elle a été remaniée vers 1850.
- Le pont sur la Voueize fait l’objet d’un classement au titre des monuments historiques depuis le 21 mars 1958[45].
- Le château de Villemoleix (XVe et XVIe siècles) est inscrit au titre des monuments historiques depuis 2010[46].
- Le château de Marsat, au nord de la commune.
- Les ruines du château fort de Leyrat, dit de Barbe-Bleue, sur un promontoire dominant les gorges de la Voueize, au nord de Chambon. Détruit à la fin du XIIe siècle, il est l'un des derniers édifices représentatifs du style de construction militaire du Haut Moyen Âge.
- Les vestiges d'une ancienne villa du Haut Moyen Âge, à Las Lattas, construite sur les bords de la Voueize au Haut Moyen Âge, à proximité des ruines du château-fort de Leyrat.
- Les vestiges de Château-Guillaume, fortin détruit au XIIe siècle, situé sur les bords de la Tarde, en face du village de Thaury.
- Plusieurs maisons médiévales.
- La Fontaine Sainte-Valérie, située le long de la Voueize

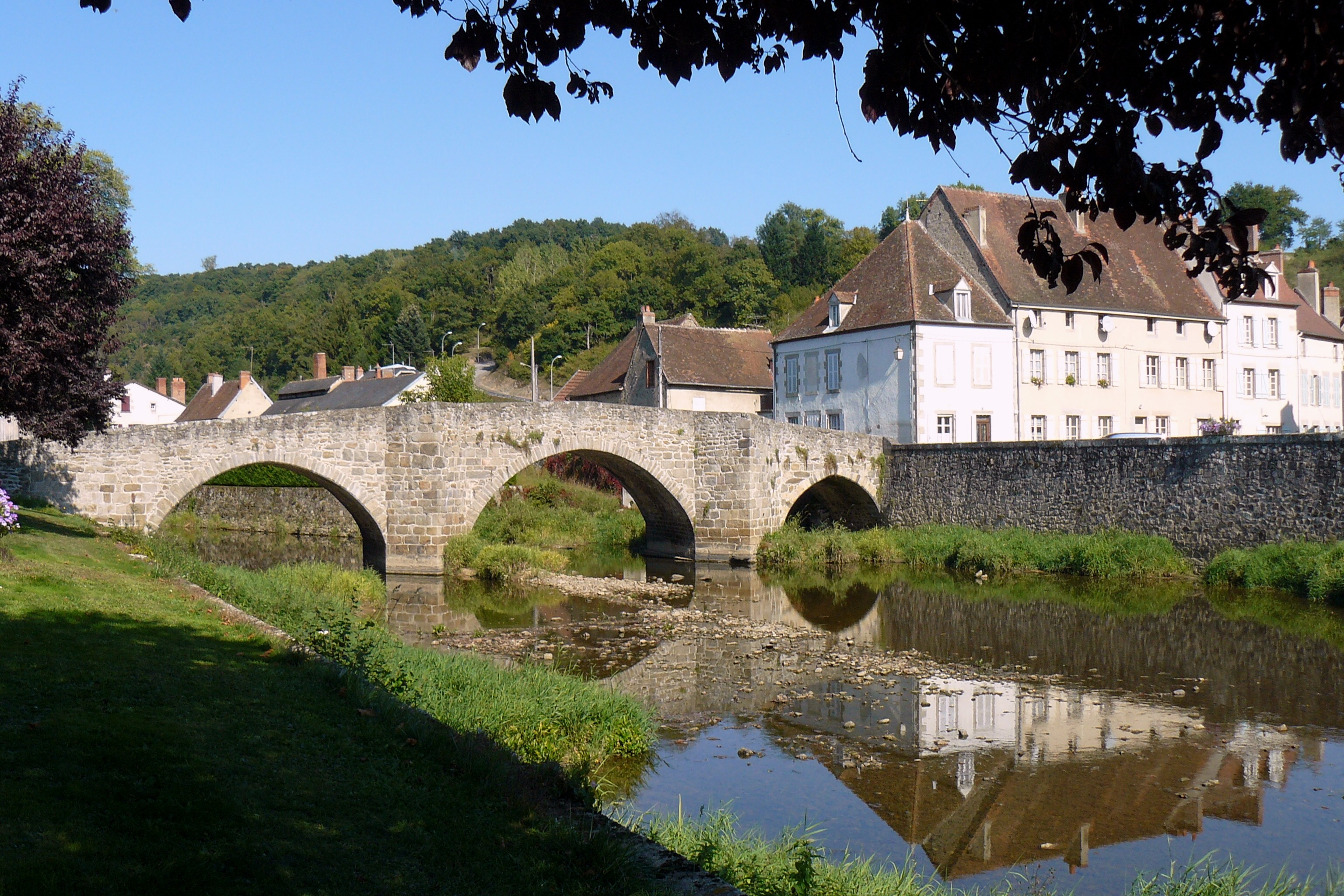
Le pont roman.
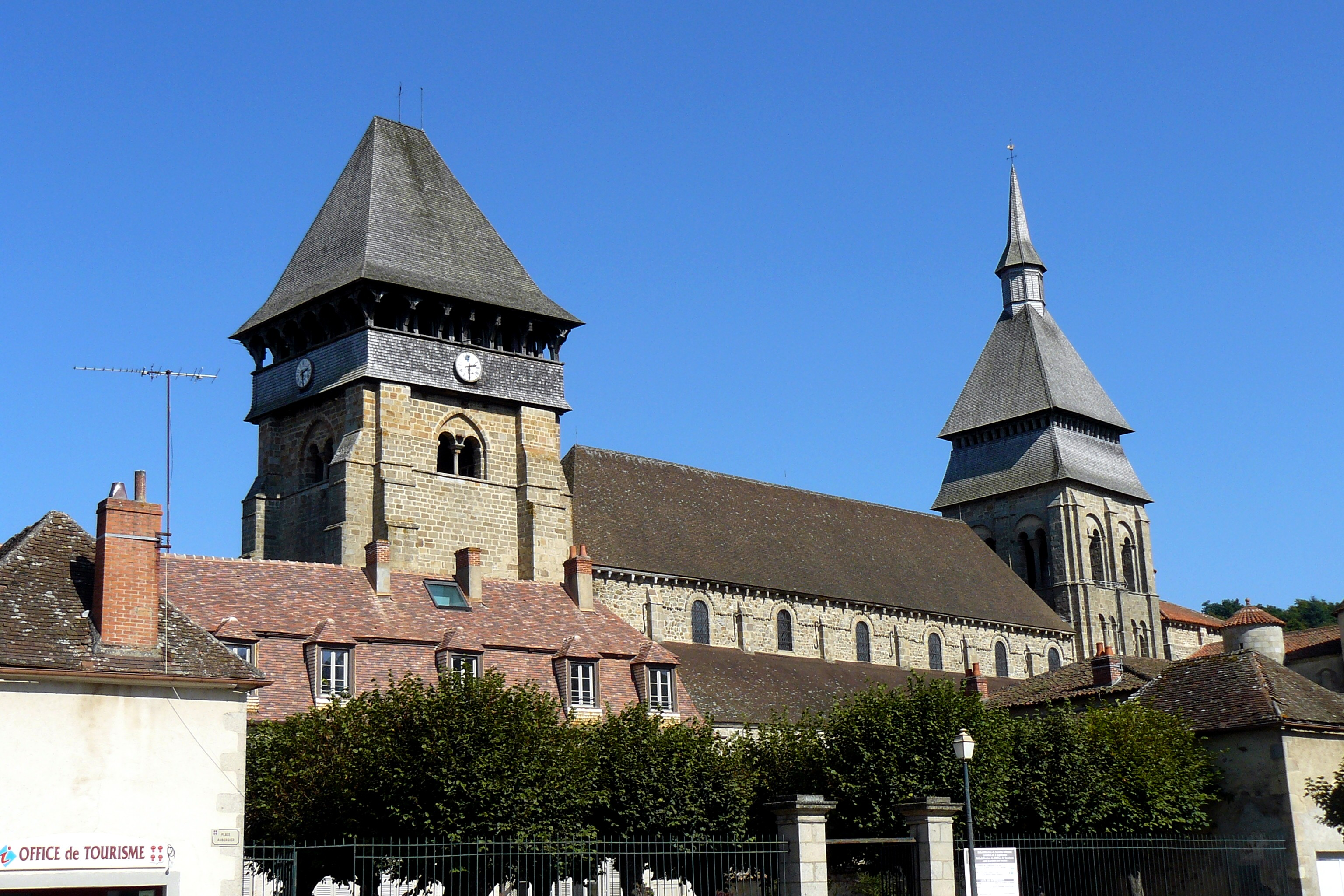
L'abbatiale Sainte-Valérie.
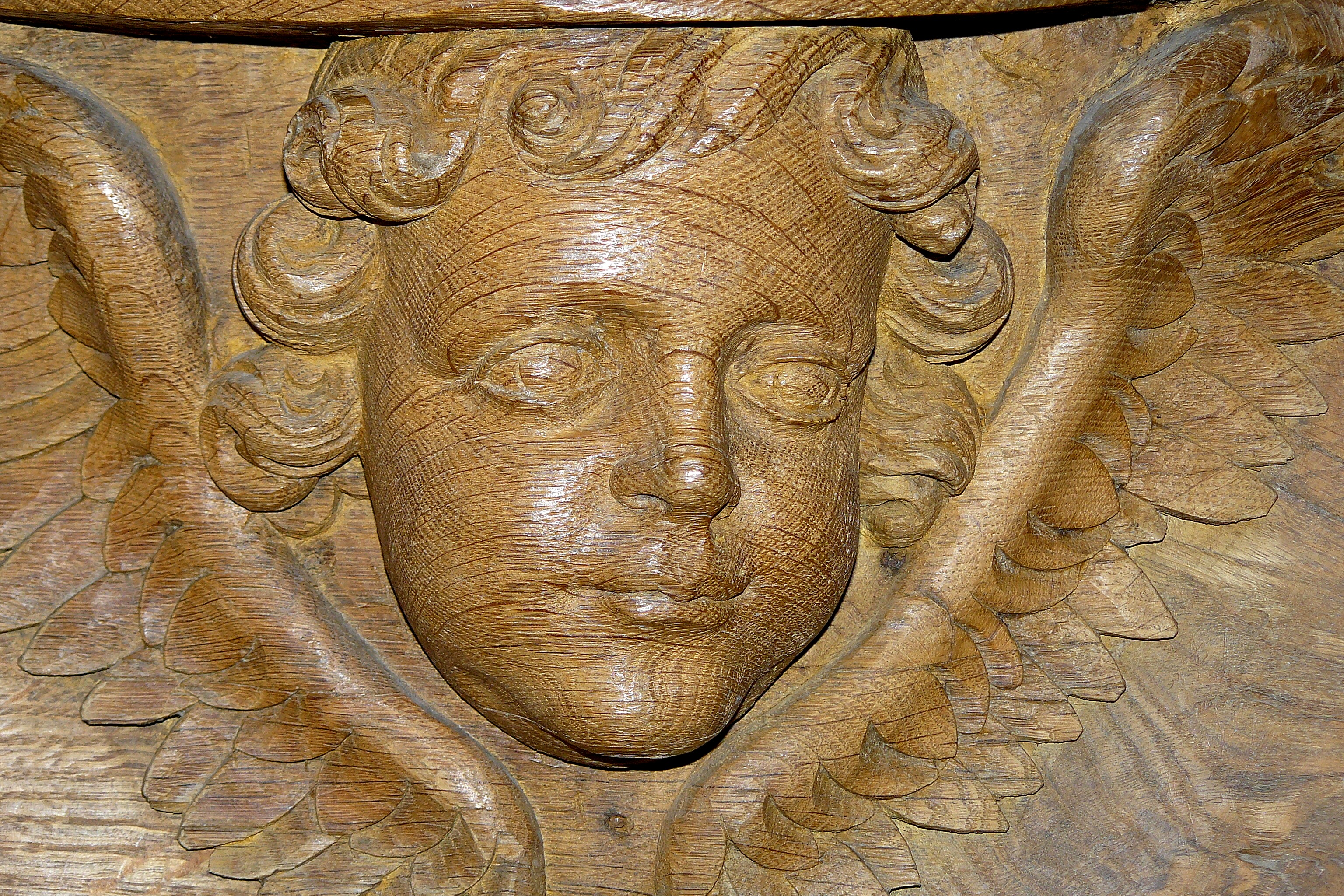
L'abbatiale : détail des stalles du chœur.
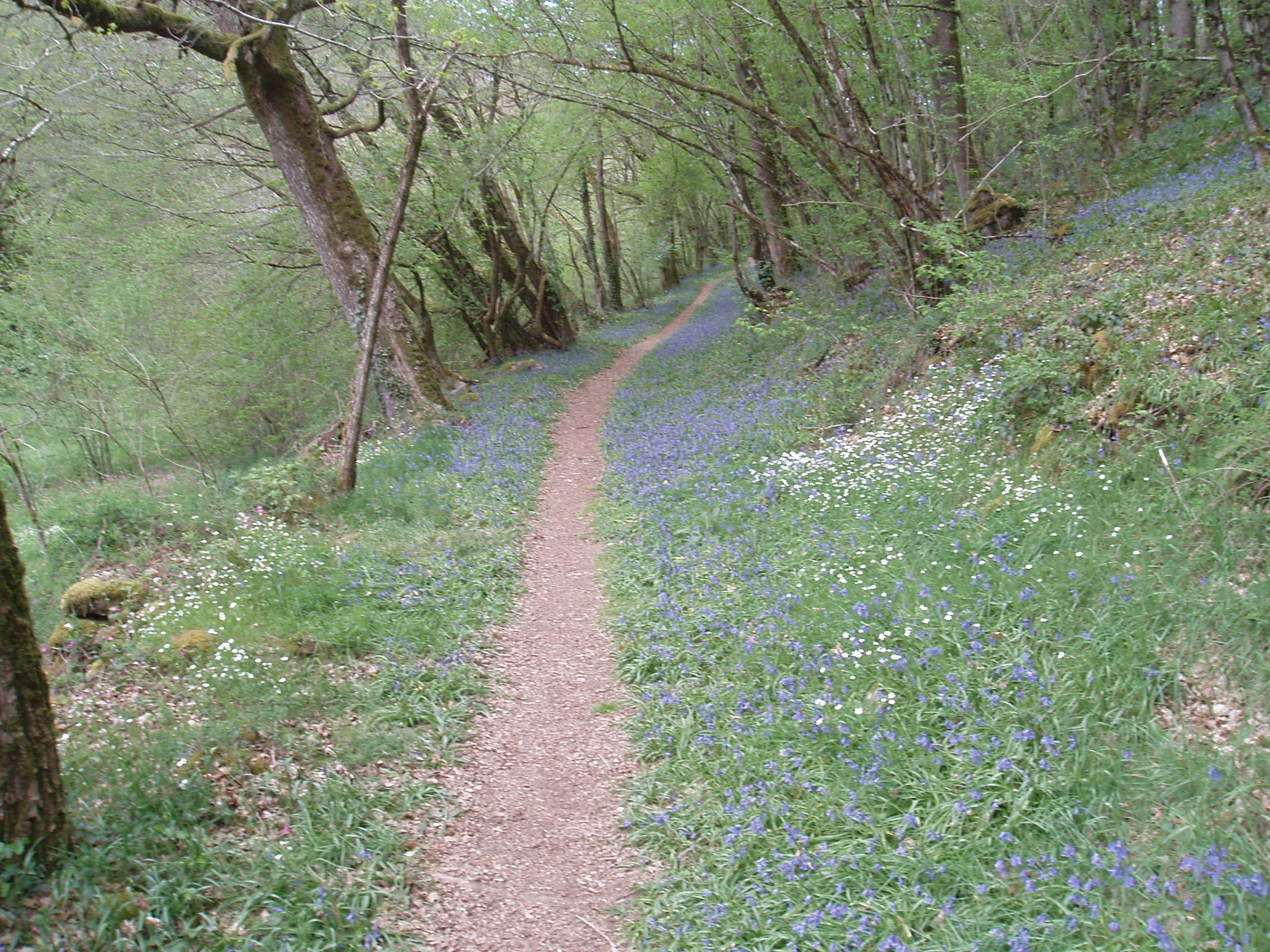
Chemin dans les gorges de la Voueize.
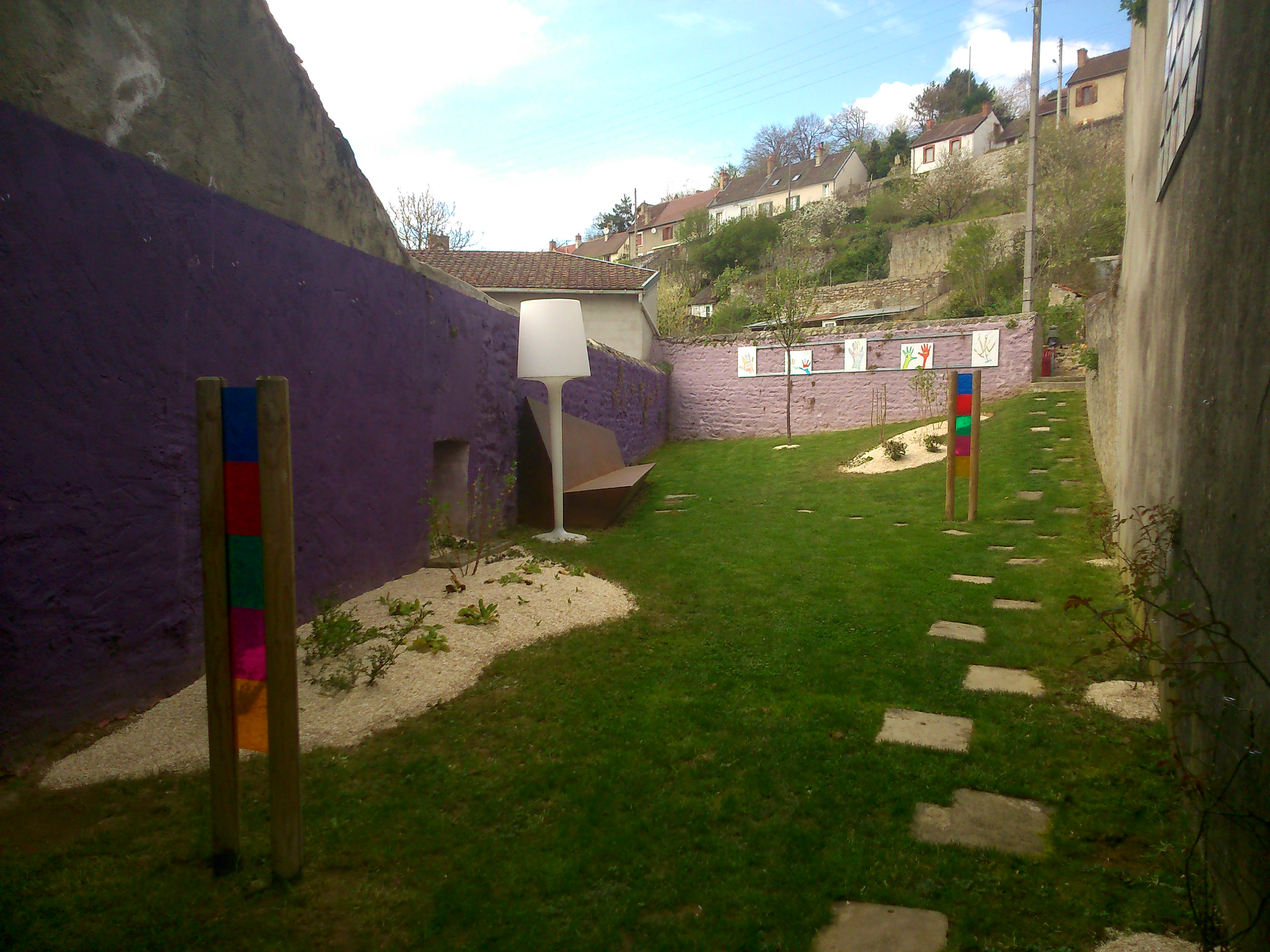
Jardin public.

### Cartes postales anciennes

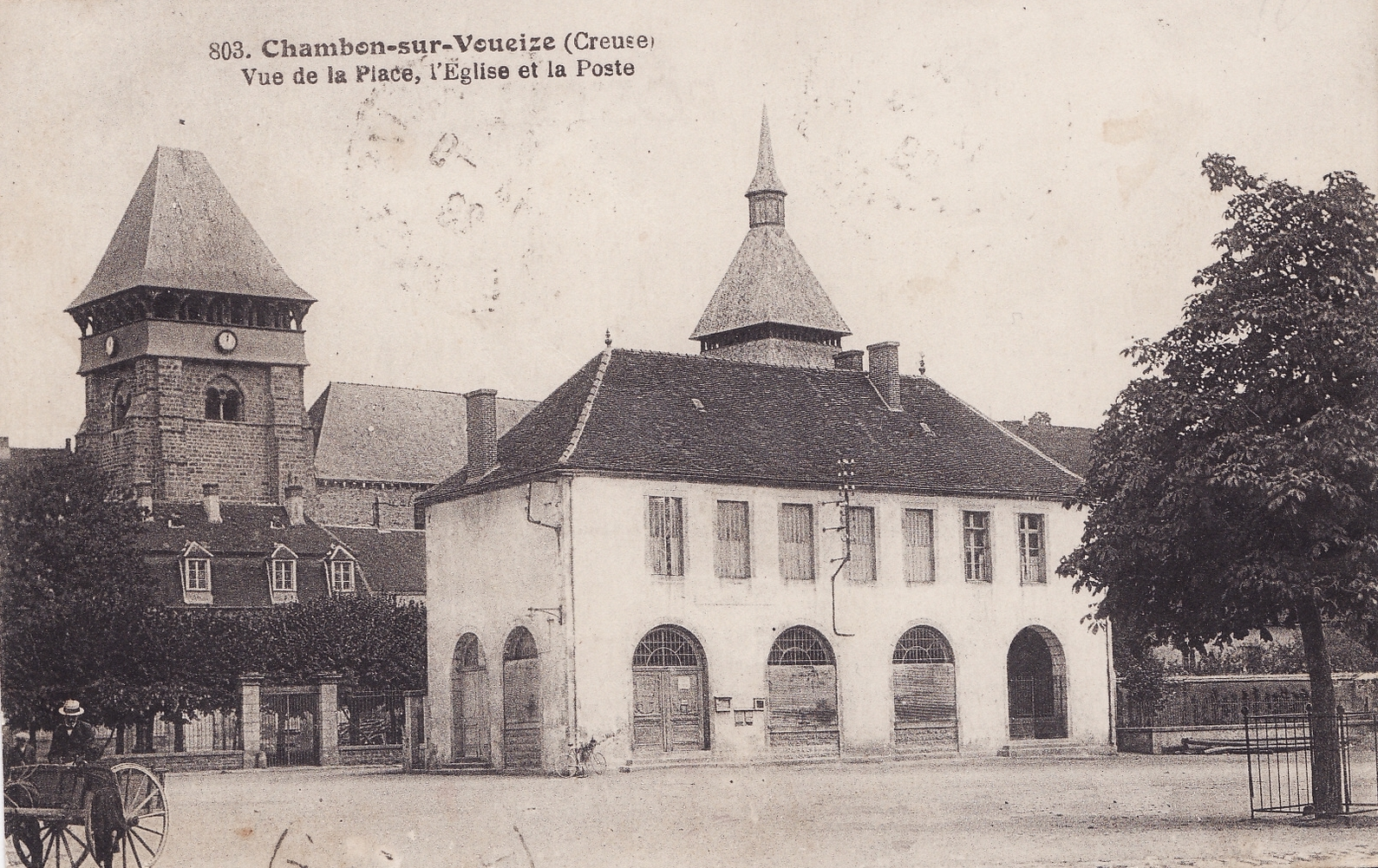
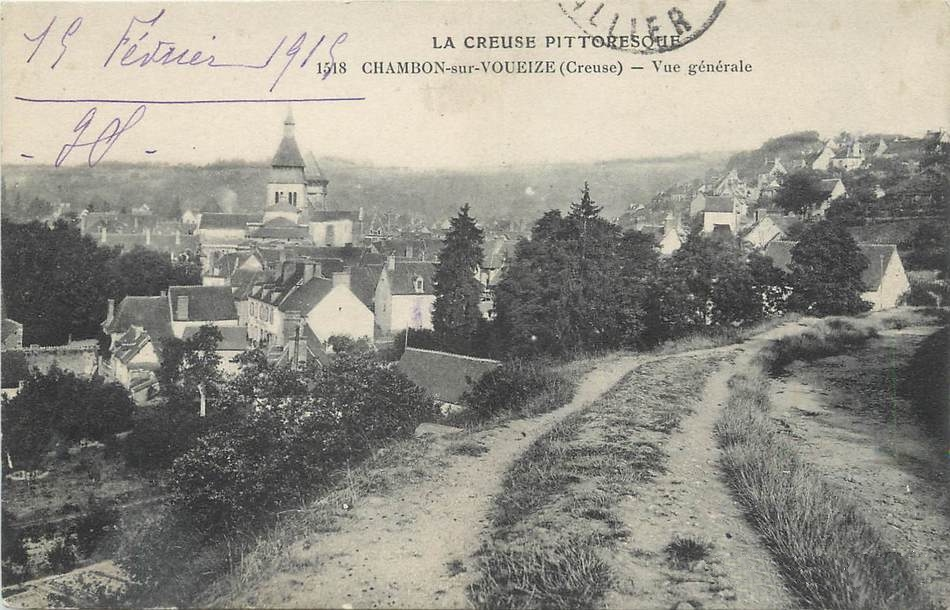
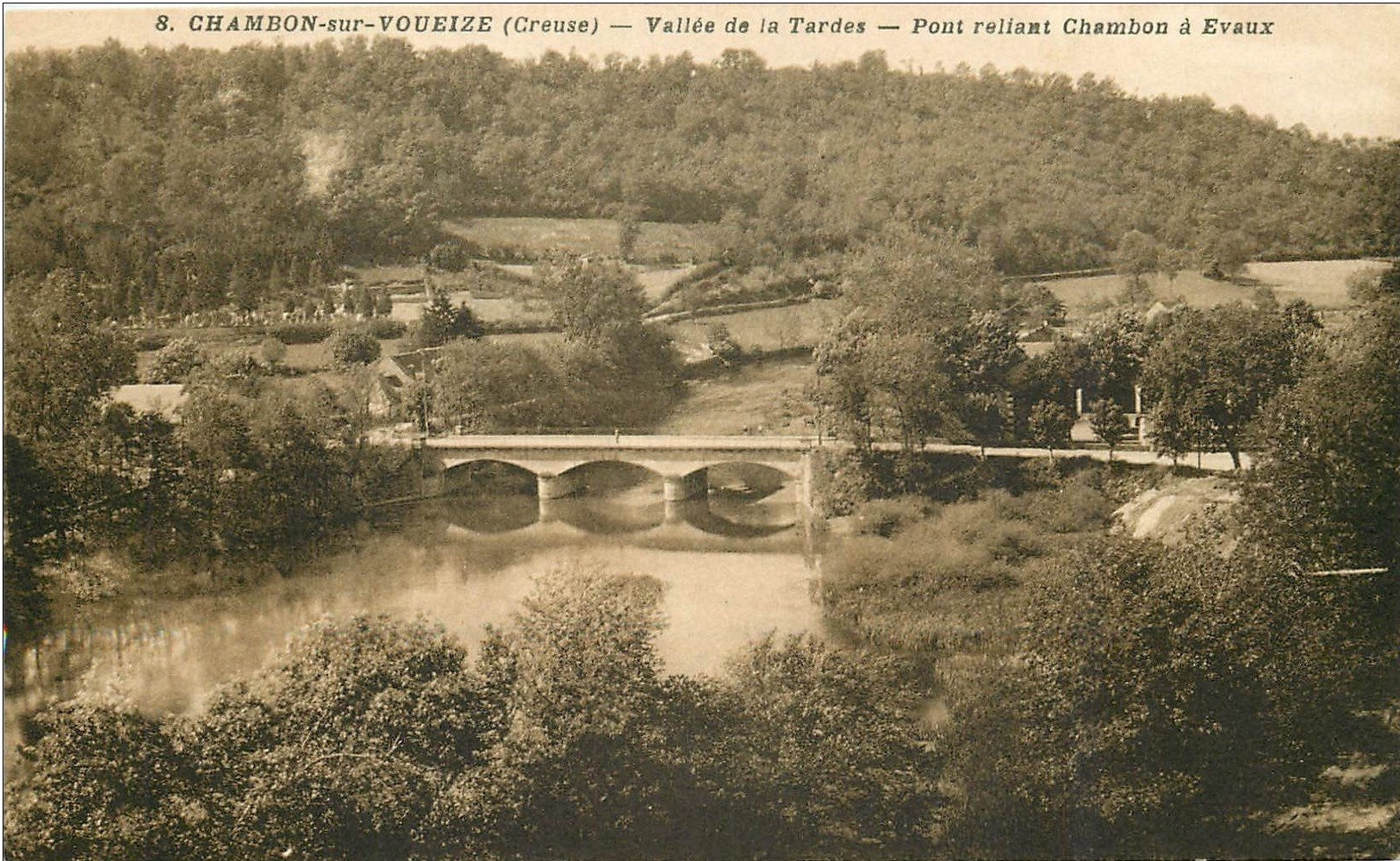
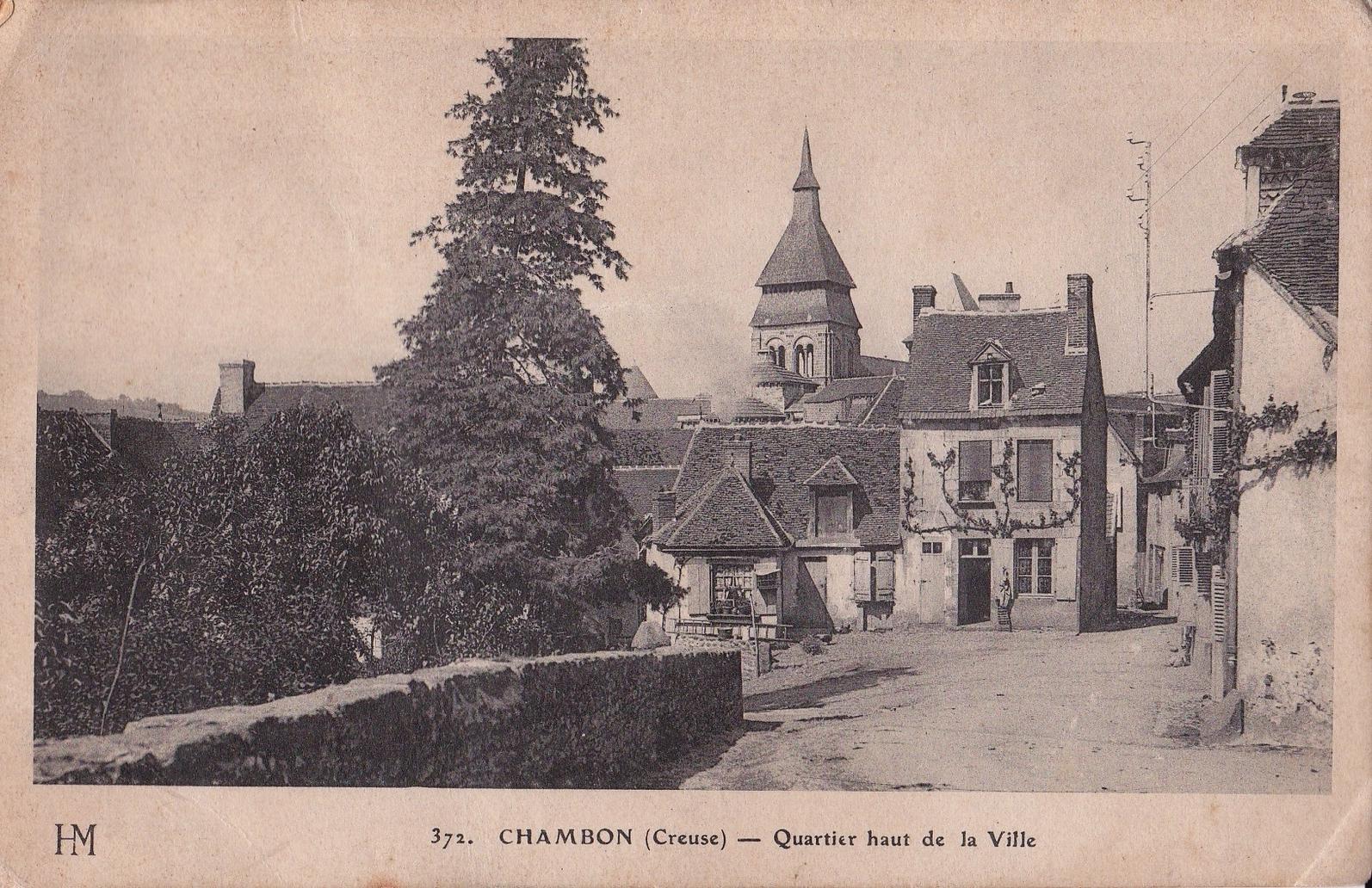
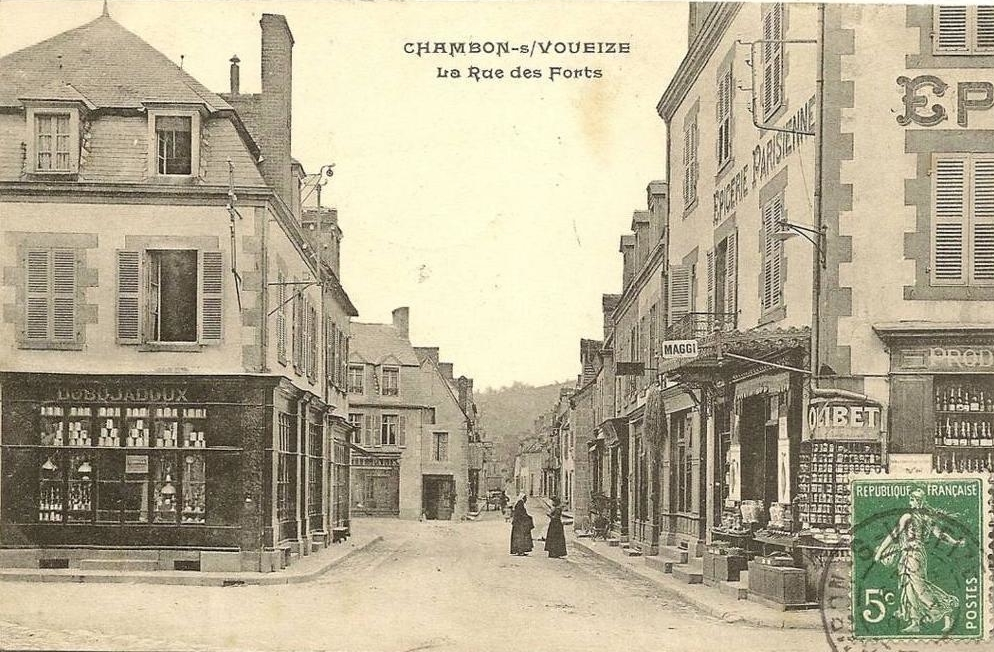
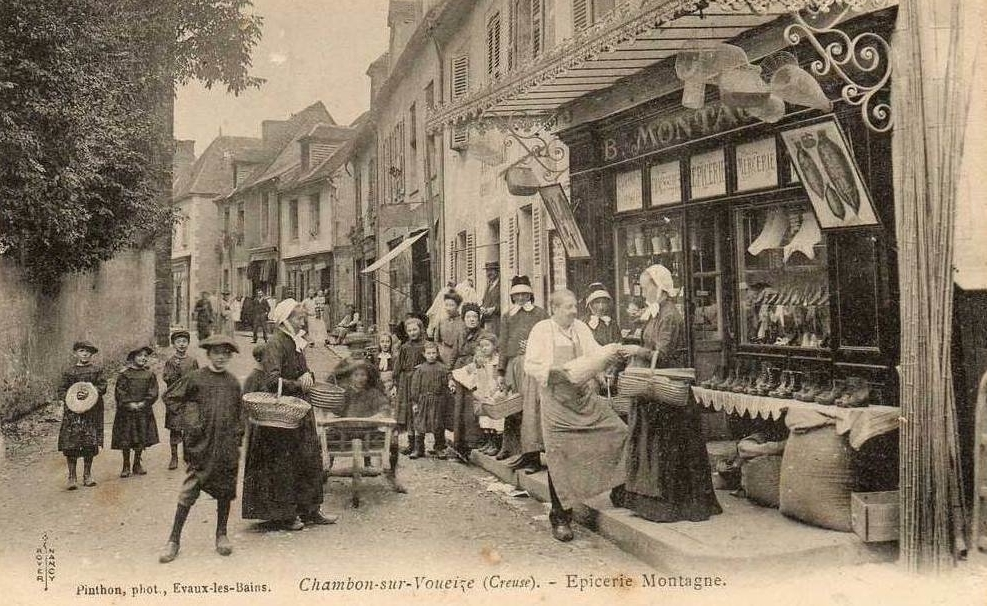
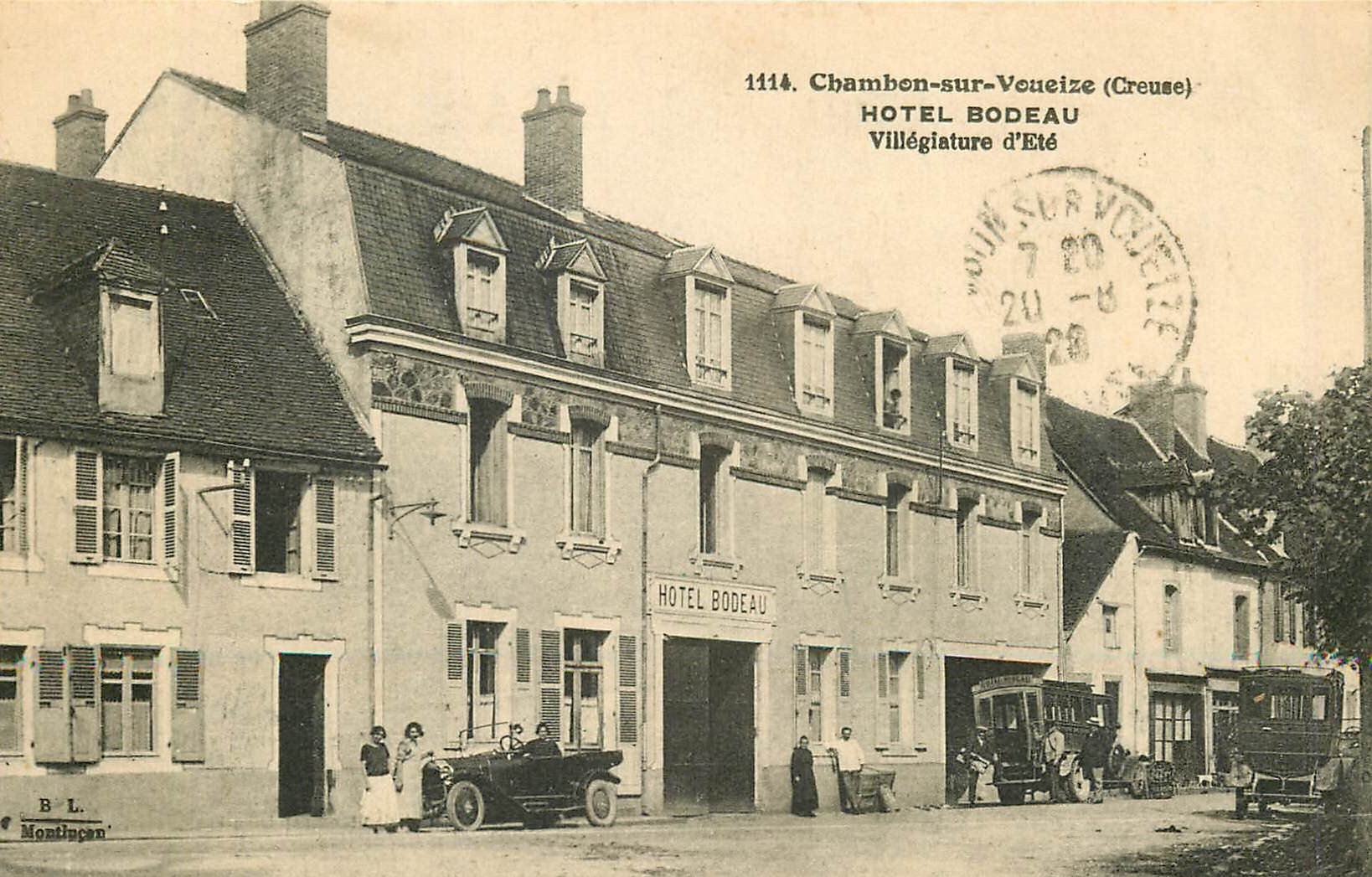

### Personnalités liées à la commune
- Péronnelle de Chambon, dame de Combraille et comtesse-consort d'Auvergne.
- Jean-François Barailon, (Viersat, 1743 - Chambon-sur-Voueize, 1816), homme politique.
- George Sand (1804-1876), romancière, dont les actions des romans "Jeanne" et "Le marquis de Villemer" ont pour décors Boussac et Chambon-sur-Voueize.
- Frédéric Mourlon (1811-1866), jurisconsulte, dont un buste en bronze ornait autrefois le jardin du tribunal.
- Alfred Tardif (1837-1915), homme politique français, né et décédé dans la commune.
- Alfred Grand (1860-1937), homme politique français, né dans la commune.
- Ernest Anselin (1861-1916), l'un des 42 généraux français mort au combat, né dans la commune.
- Eugénie Fougère (Chambon-sur-Voueize, 1861 - Aix-les-Bains, 1903), demi-mondaine de la Belle Époque surnommée la belle « Fou-Fou » ou « Bâton de réglisse », assassinée par le truand lyonnais Henri Bassot, avec la complicité de Victorine Giriat, sa meilleure amie et confidente attitrée, dans le simple but de lui voler ses bijoux ; Eugénie Fougère n'avait jamais oublié son village creusois où elle revenait parfois. Après le drame d'Aix-les-Bains, elle fut inhumée au cimetière de Chambon-sur-Voueize dans la chapelle de la famille Fougère.
- Paul-Louis Grenier (1879-1954), poète et écrivain de langue occitane né dans la commune.
- Pierre Chartier (1894-1980), peintre, décédé dans la commune.
- Albert Bonneau (1898-1967), écrivain, décédé dans la commune.
- Frédéric Berthet (1954-2003), écrivain qui fit l'acquisition d'une maison, située 16 rue de la Couture, au cours de l'été 1993[47].
- Ghislaine Alajouanine (1948), née dans la commune, entrepreneur et personnalité de l'action humanitaire française.

### Héraldique
|  | Les armoiries de Chambon-sur-Voueize se blasonnent ainsi : D'argent aux quatre champignons de gueules ordonnés en sautoir. |